# Margo Harshman
Margo Cathleen Harshman (San Diego, California, 4 de marzo de 1986) es una actriz estadounidense conocida, entre otros, por su papel de Tawny Dean en la serie de Disney Channel Even Stevens. También es conocida por su papel en The Big Bang Theory como la ayudante de Sheldon Cooper Alex Jensen, y como Delilah Fielding en NCIS.

## Vida personal
Margo Harshman nació en San Diego, California. Tiene dos hermanas mayores, un hermano mayor y un hermano menor. Harshman vivió en La Costa, condado de San Diego, California, y asistió a la escuela allí hasta los doce años, después de que ella se mudara al condado de Orange, California. Allí terminó el resto de su educación, primero en Hewes Middle School y luego en Foothill High School. Harshman vive actualmente en Los Ángeles.
Está relacionada familiarmente con el exlanzador de béisbol profesional Jack Harshman y ex- Washington State University y el entrenador de baloncesto de la Universidad de Washington Marv Harshman.
El 14 de mayo de 2014, su madre, Janelle Harshman, murió de cáncer de mama después de una batalla de veinte años con la enfermedad.

## Carrera
A la edad de dos años, la abuela de Harshman la apuntó a su concurso de belleza. A los 3 años, estaba involucrada en la danza y la gimnasia. A los 5 años aprendió a tocar el piano, y a los 8 años comenzaría a actuar.
Ha aparecido en The Big Bang Theory como Alex Jensen, asistente de Sheldon Cooper, y en NCIS como Delilah Fielding, la novia de Timothy McGee. También apareció como Tanya, domadora de reptiles y animadora de fiestas, en el episodio llamado «Fizbo» la primera temporada de Modern family. Protagonizó los cortos programas de televisión Run of the House y Center of the Universe. Sus apariciones en películas incluyen Sorority Row y College Road Trip.